# Avery Anderson-Bear
Avery Anderson-Bear (Surprise, 11 settembre 1996) è un ex giocatore di football americano statunitense che ha giocato come safety.